# Yuhi wa II Gahima II
Yuhi wa II Gahima II va ser mwami del regne de Ruanda durant el segle xv. Les històries orals situen el seu regnat entre els anys 1444 i 1477, mentre que les cronologies reials "oficials" el situen entre els anys 1552 i 1576.